# Principio
En su acepción primaria, principio es lo que está al inicio de algo (está al principio). Esto tiene relación con la etimología de la palabra, porque principio deriva del latín principium 'comienzo, primera parte, parte principal' a su vez derivado de prim- 'primero, en primer lugar' y cap(i)- 'tomar, coger, agarrar', por lo que literalmente principium es 'lo que se toma en primer lugar'. Si aquello que está al inicio es algo real (como una cadena, una carretera, etc.) estaremos ante un principio ontológico; en cambio, si es algo mental (como una teoría, una novela, un sistema de pensamiento), estaremos ante principios racionales.
En cuanto a los principios racionales, se suele decir que cada principio es una ley o regla que se cumple o debe seguirse con cierto propósito, como consecuencia necesaria de algo o con el fin de lograr lo conseguido. Las leyes naturales son ejemplos de principios físicos, en matemáticas, algoritmia y otros campos también existen principios necesarios o que se cumplen sin más o que deberían cumplirse si se pretende tener cierto estado de hechos.
Otra manera de concebir los principios inherentes a un sistema o una disciplina es como un reflejo de las características esenciales de un sistema, que los usuarios o investigadores asumen, y sin los cuales no es posible trabajar, comprender o usar dicho sistema 
Se le puede llamar principio a los valores morales de una persona o grupos.

## Los principios científicos

### Principio en la científicos
Existe una diferencia sutil entre el concepto de Principio y el de Ley en Ciencias Naturales.
Un principio es una jerarquía superior a una ley, porque los primeros se asumen axiomáticamente mientras que las segundas son derivables de los primeros. 
Esto es, los principios, son las ideas básicas que se asumen correctas y no son demostrables ya que como lo dice su expresión, son el principio de la teoría, mientras una ley, luego de la postulación de los principios se puede demostrar o derivar.
Por ejemplo, la Mecánica Newtoniana, la Mecánica Lagrangiana y la Mecánica Hamiltoniana, todas son formulaciones análogas, explican los mismos fenómenos con igual resultado, pero partiendo de diferentes principios, en el caso newtoniano serán las conocidas Leyes de Newton, en el lagrangiano se parte del Principio de d'Alembert, y en el hamiltoniano del Principio de mínima acción(o de Hamilton). Asumiendo el principio de cualquiera se puede llegar a las otras.
Son relaciones entre cantidades medibles en la naturaleza que no se pueden demostrar explícitamente, sin embargo las podemos cuantificar observando los resultados que producen.
Ejemplos: Principio de exclusión de Pauli, Principio de conservación de la energía, Principio de conservación de la carga eléctrica.

### Principio en la moral
Cada principio representa un conjunto de valores que orientan y norman la conducta de una sociedad concreta. La ley establece una obligación en la conciencia del individuo que pertenece al ámbito cultural en el que se aceptan tales valores. Supone la libertad del individuo como causa, que actúa sin coacción externa, mediante un proceso de socialización.
Cuando los medios se subordinan a los fines en orden a una eficacia, el principio actúa como orientador de la acción: "Si quieres alcanzar este objetivo, tienes que hacer esto y esto": es el "principio de utilidad".
Supone la condicionalidad de la norma en su relación con la acción, solamente la norma es eficaz "a condición de" que se quiera alcanzar el fin.
Cuando el principio establece en la conciencia individual una norma de acción necesaria para la realización de un valor como último, incondicionado y universal, en sentido de "Debes hacer esto", de forma obligatoria, de manera determinante, consideramos un principio de eticidad. 
Supone la indeterminación de la causa, como libertad y la obligación de ejercicio de la voluntad como determinación.
Si el principio se establece socialmente obligatorio en la realización de un valor, no regido por la ley jurídica escrita, establecemos la "moralidad". 
Supone la indeterminación de la causa como acción libre y la aceptación de la norma por la pertenencia al grupo social.

### Principios en el derecho
Como el derecho es racional, los principios jurídicos son principios racionales (no ontológicos). En su acepción primaria, principio del derecho es una proposición lógicamente anterior sobre un punto de derecho. Esta proposición debe preceder a un juicio, a un razonamiento: puede ser, por ejemplo, el presupuesto de un efecto jurídico o la fattispecie por la que se sanciona. Así, del principio pacta sunt servanda se desprende que el leasing firmado hoy debe cumplirse mañana, y el principio neminen laedere justifica que las lesiones merezcan prisión. Estos Principios del Derecho son los primeros argumentos de los que parte el resto del razonamiento jurídico, el presupuesto de justificación de las leyes, de los derechos subjetivos, de los deberes y de los vínculos jurídicos.
Según algunos autores, los principios son las reglas que toda norma debe cumplir y todo Juzgador (Juez/a) deben seguir para administrar una justicia adecuada. Otros autores identifican los fines con los principios. Según la fórmula Riofrío, los fines, valores y bienes jurídicos fundamentan los principios, y, a su vez, los principios fundamentan las normas, contratos y todo el sistema jurídico dándoles una base racional.

## Principio como causa
Se entiende por causa final aquella que actúa atrayendo hacia el fin y que dirige una acción. El Aquinate decía que el fin atrae a las cosas, como el blanco atrae a la flecha.
Para ello es necesaria una inteligencia capaz de concebir el fin y de orientar la acción poniendo los medios para alcanzar esa meta.
La ciencia no reconoce la finalidad como principio orientador de la investigación de las causas naturales.
Se entiende por tanto que el principio orienta la acción como norma o regla de conducta, lo que produce dos tipos de principios.

## Principio como axioma o fundamento lógico
Los principios o axiomas, junto con las reglas de inferencia son los fundamentos de la lógica.

### Principio de razón suficiente
El principio de razón suficiente, se basa en la verdad o inteligibilidad del ser. El ser es idéntico e inteligible, en virtud de que es. (La inteligibilidad es la identidad del ser, con la inteligencia) Aquello en virtud de lo cual el ser es inteligible, es llamado la razón o fundamento de ser, tenemos el principio ontológico: ‘’Todo ser tiene razón suficiente’’, sin esta razón suficiente, se perdería su identidad consigo mismo, se volvería no-ser o sea, nada. Si un ser careciera de razón suficiente, de explicación, no sería inteligible, se concebiría como un no ser, como un absurdo, como la no-realidad.

### Principio de identidad
El principio de identidad, proviene en consecuencia de forma indudable, necesaria, y evidente de la característica de identidad del ser, ¿por qué? El ser es el ser, y quien negare esta afirmación estaría en contra de lo expuesto anteriormente, pero decir "lo que es, es lo que es" pareciera como un juicio meramente analítico, (A = A) pero si nos damos cuenta, en toda oración hay una relación directa, entre el predicado, y el sujeto, así decir: la tierra es redonda, corresponde a una relación directa, entre el sujeto, y el predicado, llevando esto a la oración "el ser es el ser" nos damos cuenta del principio de identidad que posee el ser.

### Principio de no contradicción
Según el principio de no contradicción, Una cosa no puede ser y no ser, al mismo tiempo, bajo el mismo aspecto.
Ejemplo: No es posible que en un mismo instante llueva y no llueva (en el mismo lugar).
Se trata del mismo principio que el de identidad. Esta es su formulación negativa.

### Principio de Tercero Excluido
El principio del tercero excluido o principium tertium exclusum es un principio de la lógica tradicional formulado canónicamente por Leibniz como: o A es B o A no es B. Ahora lo leemos del siguiente modo: o bien P es verdadera, o bien su negación ¬P lo es. Entre dos proposiciones que juntas forman una contradicción no hay una tercera posibilidad, la tercera está excluida.
También se conoce como "tertium non datur" ('Una tercera (cosa) no se da'). Tradicionalmente se considera que es uno de los principios o leyes fundamentales del pensamiento (junto con el principio de identidad, de no contradicción y de razón suficiente).